# Frank Merle
Pour les articles homonymes, voir Merle (homonymie).
Frank Merle est un mathématicien français, né le 22 novembre 1962 à Marseille). Ses recherches concernent l'analyse.

## Biographie
Frank Merle obtient son doctorat en 1987 auprès de Henri Berestycki à l'École normale supérieure (ENS). Il devient chercheur du CNRS à l'ENS. En 1989/1990 il est assistant Professeur au Courant Institute of Mathematical Sciences de l'Université de New-York. Merle est à partir de 1991 professeur à l'Université de Cergy-Pontoise. De 1998 à 2003 il est membre de l'Institut Universitaire de France (IUF).
En 1996 puis en 2003/2004 il travaille à l'Institute for Advanced Study. Il est professeur invité à l'Université Stanford, de l'Université Rutgers, de l'Université de Chicago, du Mathematical Sciences Research Institute (MSRI) à Berkeley, de l'Université de Leyde, de l'Université de Tokyo.
Le 12 décembre 2023, il est nommé membre de  l'Académie des Sciences (France), section Mathématiques.

## Travaux
Merle mène ses recherches sur les équations aux dérivées partielles (EDP) et la physique mathématique. Il s'intéresse  notamment à des EDP dispersives non-linéaires comme l'équation de Schrödinger et l'équation de Korteweg–de Vries et à l'étude des solutions de ces équations, qui en temps fini s'effondrent ou divergent (blow up).

## Publications
- Merle, Y. Martel: Stability of blow-up profile and lower bounds for blow-up rate for the critical generalized KdV equation. In: Annals of Math. Band 155, 2002, S. 235–280;
- Merle, Y. Martel: Blow up in finite time and dynamics of blow up solutions for the L2-critical generalized KdV equation. In: Journal AMS. Band 15, 2002, S. 617–664;
- Merle, Raphäel: On universality of blow-up profile for L2 critical nonlinear Schroedinger equation. In: Inventiones Mathematicae. Band 156, 2004, S. 565–672

## Prix et récompenses
- 2018 : Prix Ampère[1]
- 2005 : Médaille d'argent du CNRS
- 2005 : Prix Bôcher[2] « Pour son travail fondamental dans l'analyse des équations dispersives non linéaires. »
- 1997 : Prix de l'Institut Poincaré en Physique théorique
- 2000 : Prix Charles-Louis de Saulses de Freycinet de l'Académie des Sciences de Paris
- 2023 : Prix Bôcher, avec Pierre Raphaël, Igor Rodnianski, Jérémie Szeftel.

Il est invité à intervenir au Congrès international des mathématiciens en 1998 à Berlin avec comme sujet Blow-Up phenomena for critical nonlinear Schrödinger and Zakharov Equations. Il donne une conférence plénière au Congrès international des mathématiciens de 2014 à Séoul sur le thème de Asymptotics for critical nonlinear dispersive equations.